# Liste der Kulturdenkmale in Hecklingen
In der Liste der Kulturdenkmale in Hecklingen sind alle Kulturdenkmale der Stadt Hecklingen (Salzlandkreis) und ihrer Ortsteile aufgelistet. Grundlage ist das Denkmalverzeichnis des Landes Sachsen-Anhalt, das auf Basis des Denkmalschutzgesetzes des Landes Sachsen-Anhalt vom 21. Oktober 1991 durch das Landesamt für Denkmalpflege und Archäologie Sachsen-Anhalt erstellt und seither laufend ergänzt wurde (Stand: 31. Dezember 2021).

## Kulturdenkmale nach Ortsteilen

### Hecklingen
| Lage                                                                                             | Bezeichnung                     | Beschreibung                                             | Erfassungs- nummer | Ausweisungsart | Bild           |
| ------------------------------------------------------------------------------------------------ | ------------------------------- | -------------------------------------------------------- | ------------------ | -------------- | -------------- |
| freie Feldlage sw. der Ortslage Hecklingen, westlich der historischen Ortslage Steinborn (Karte) | Steinbornsche Warte             | Warte                                                    | 094 61437          | Baudenkmal     | BW             |
| Birkenweg 1 (Karte)                                                                              | Wohnhaus                        |                                                          | 107 10002          | Baudenkmal     | BW             |
| Friedhofsberg nördlich des Ortes (Karte)                                                         | Friedhof                        |                                                          | 094 11137          | Baudenkmal     | BW             |
| Friedhofsberg nördlich des Ortes, auf dem Friedhof (Karte)                                       | Grabkapelle                     |                                                          | 094 10074          | Baudenkmal     | BW             |
| Hermann-Danz-Straße (Karte)                                                                      | Kirche St. Georg und Pankratius |                                                          | 094 10119          | Baudenkmal     | Weitere Bilder |
| Hermann-Danz-Straße 12 (Karte)                                                                   | Herz-Jesu-Kirche                | 1904 erbaute katholische Kirche.                         | 094 11142          | Baudenkmal     | Weitere Bilder |
| Hermann-Danz-Straße 32 (Karte)                                                                   | Wohnhaus                        |                                                          | 094 11144          | Baudenkmal     | BW             |
| Hermann-Danz-Straße 46 (Karte)                                                                   | Rathaus                         |                                                          | 094 11138          | Baudenkmal     | Weitere Bilder |
| Hermann-Danz-Straße 49 (Karte)                                                                   | Wohnhaus                        |                                                          | 094 11147          | Baudenkmal     | BW             |
| Hermann-Danz-Straße 52 (Karte)                                                                   | Pfarrhaus                       |                                                          | 094 11139          | Baudenkmal     | BW             |
| Hermann-Danz-Straße 78B links neben der Apotheke (Karte)                                         | Ackerbürgerhof                  |                                                          | 094 11145          | Baudenkmal     | BW             |
| Hermann-Danz-Straße 81 (Karte)                                                                   | Wohnhaus                        |                                                          | 094 11146          | Baudenkmal     | BW             |
| Hermann-Danz-Straße 82 (Karte)                                                                   | Wohnhaus                        |                                                          | 094 11140          | Baudenkmal     | BW             |
| Hugo-Gast-Siedlung (Karte)                                                                       | Schloss Hecklingen              | Stadtschloss                                             | 094 10120          | Baudenkmal     | Weitere Bilder |
| Kurze Straße 31 (Karte)                                                                          | Wohnhaus                        |                                                          | 094 11141          | Baudenkmal     | BW             |
| Staßfurter Straße Ecke Neuer Weg (Karte)                                                         | Schmiede                        | Schmiede des Schmiedemeisters Erhard Schmidt (1927–2017) | 094 11148          | Baudenkmal     | BW             |
| Staßfurter Straße (Karte)                                                                        | Verwaltungsgebäude              |                                                          | 094 11149          | Baudenkmal     | BW             |

### Cochstedt
| Lage                                                                                         | Bezeichnung                              | Beschreibung | Erfassungs- nummer | Ausweisungsart | Bild                                     |
| -------------------------------------------------------------------------------------------- | ---------------------------------------- | --- | ------------------ | -------------- | ---------------------------------------- |
| Alte Schulstraße Ortskern (Karte)                                                            | St. Stephani                             | Kirche | 094 03712          | Baudenkmal     | St. Stephani                             |
| Alte Schulstraße 1 (Karte)                                                                   | Gasthaus Ratskeller                      | Gasthaus auf eine historische Poststation zurückkgehender ehemaliger Gasthaus aus dem frühen 18. Jahrhundert, im Kern älter                                                            | 094 16499          | Baudenkmal     | Gasthaus Ratskeller                      |
| Alte Schulstraße 3 (Karte)                                                                   | Wohnhaus Alte Schulstraße 3              | Wohnhaus zweigeschossiges Gebäude mit Fachwerkobergeschoss aus dem Jahr 1844 | 094 16500          | Baudenkmal     | Wohnhaus Alte Schulstraße 3              |
| Alte Schulstraße 4 (Karte)                                                                   | Wohnhaus Alte Schulstraße 4              | Wohnhaus zweigeschossiges Gebäude mit Fachwerkobergeschoss aus dem 18. Jahrhundert | 094 16501          | Baudenkmal     | Wohnhaus Alte Schulstraße 4              |
| Alte Schulstraße 18, 20, 22 (Karte)                                                          | Straßenzeile Alte Schulstraße 18, 20, 22 | Straßenzeile Häusergruppe aus ursprünglich drei Gebäuden der vorstädtischen Bebauung Cochstedts aus dem 18. und 19. Jahrhundert, Haus Nummer 22 Anfang des 21. Jahrhunderts abgerissen | 094 16502          | Denkmalbereich | Straßenzeile Alte Schulstraße 18, 20, 22 |
| Am Friedhof (Karte)                                                                          | Kapelle                                  | | 094 16445          | Baudenkmal     | BW                                       |
| Am Rathaus 1 (Karte)                                                                         | Wohnhaus Am Rathaus 1                    | Wohnhaus zweigeschossiges Gebäude mit Fachwerkobergeschoss aus dem 18. Jahrhundert | 094 16447          | Baudenkmal     | Wohnhaus Am Rathaus 1                    |
| Am Rathaus 2 (Karte)                                                                         | Wohnhaus                                 | | 094 16448          | Baudenkmal     | BW                                       |
| Am Rathaus 3 (Karte)                                                                         | Domäne I, Obere Domäne                   | Domäne Gutshof mit bis auf das 16. Jahrhundert zurückgehender Bausubstanz und zweigeschossigem Gutshaus aus der Zeit um 1700                                                           | 094 80104          | Baudenkmal     | Domäne I, Obere Domäne                   |
| Am Weißen Tor 4 (Karte)                                                                      | Wohnhaus                                 | | 094 16464          | Baudenkmal     | BW                                       |
| Am Weißen Tor 5 (Karte)                                                                      | Wohnhaus                                 | | 094 16465          | Baudenkmal     | BW                                       |
| Am Weißen Tor 6 (Karte)                                                                      | Wohnhaus                                 | | 094 16466          | Baudenkmal     | BW                                       |
| Am Weißen Tor 9 (Karte)                                                                      | Wohn- und Geschäftshaus                  | | 094 16467          | Baudenkmal     | BW                                       |
| Am Weißen Tor 10, 12 (Karte)                                                                 | Toranlage                                | | 094 16468          | Baudenkmal     | BW                                       |
| Am Weißen Tor 13 (Karte)                                                                     | Wohnhaus                                 | | 094 16469          | Baudenkmal     | BW                                       |
| Am Weißen Tor 14 (Karte)                                                                     | Wohnhaus                                 | | 094 16470          | Baudenkmal     | BW                                       |
| Am Weißen Tor 15 (Karte)                                                                     | Domäne                                   | Domäne II | 094 80105          | Baudenkmal     | BW                                       |
| Böklinger Straße 3 (Karte)                                                                   | Bauernhof                                | | 094 16449          | Baudenkmal     | BW                                       |
| Böklinger Straße 10, Goetheplatz 1, 2, 3, 4, 5, 6, 7, 8, 9, 11, 12, 13, 14, 15, (16) (Karte) | Platz                                    | | 094 10013          | Denkmalbereich | BW                                       |
| Böklinger Straße 11 (Karte)                                                                  | Wohnhaus                                 | | 094 16450          | Baudenkmal     | BW                                       |
| Böklinger Straße 17 (Karte)                                                                  | Bauernhof                                | | 094 16451          | Baudenkmal     | BW                                       |
| Böklinger Straße 21 (Karte)                                                                  | Wohn- und Geschäftshaus                  | | 094 16452          | Baudenkmal     | BW                                       |
| Böklinger Straße 30 (Karte)                                                                  | Wohnhaus                                 | | 094 16455          | Baudenkmal     | BW                                       |
| Böklinger Straße 37 (Karte)                                                                  | Wohnhaus                                 | | 094 16456          | Baudenkmal     | BW                                       |
| Böklinger Straße 38, 40, 42, 44 (Karte)                                                      | Straßenzeile                             | | 094 16457          | Denkmalbereich | BW                                       |
| Böklinger Straße 46 (Karte)                                                                  | Wohnhaus                                 | | 094 16458          | Baudenkmal     | BW                                       |
| Böklinger Straße 51 (Karte)                                                                  | Wohnhaus                                 | | 094 16459          | Baudenkmal     | BW                                       |
| Böklinger Straße 58, 60, 62, 64, 66, 68, 70, 72, 74, 76, 78, 80, 82, 84 (Karte)              | Straßenzeile                             | | 094 16461          | Denkmalbereich | BW                                       |
| Böklinger Straße 77 (Karte)                                                                  | Wohnhaus                                 | | 094 16460          | Baudenkmal     | BW                                       |
| Friedenstraße 19 (Karte)                                                                     | Vereinshaus                              | | 094 16462          | Baudenkmal     | BW                                       |
| Goetheplatz 7 (Karte)                                                                        | Bauernhof                                | | 094 03650          | Baudenkmal     | BW                                       |
| Gröninger Straße 4 (Karte)                                                                   | Wohnhaus                                 | ehemalige Abdeckerei | 094 16463          | Baudenkmal     | BW                                       |
| Lindenstraße 6 (Karte)                                                                       | Scheune                                  | | 094 16471          | Baudenkmal     | BW                                       |
| Lindenstraße 11 (Karte)                                                                      | Wohnhaus                                 | | 094 16472          | Baudenkmal     | BW                                       |
| Lindenstraße 20 (Karte)                                                                      | Kirche                                   | Ehemalige katholische Christ-König-Kirche | 094 16473          | Baudenkmal     | Kirche                                   |
| Lindenstraße 22 (Karte)                                                                      | Feuerwache                               | | 094 16474          | Baudenkmal     | BW                                       |
| Lindenstraße 38 (Karte)                                                                      | Apotheke                                 | | 094 16476          | Baudenkmal     | BW                                       |
| Marktstraße 1 (Karte)                                                                        | Wohn- und Geschäftshaus                  | | 094 16479          | Baudenkmal     | BW                                       |
| Marktstraße 4 (Karte)                                                                        | Gutshof                                  | | 094 16480          | Baudenkmal     | BW                                       |
| Marktstraße 7 (Karte)                                                                        | Wohnhaus                                 | | 094 16481          | Baudenkmal     | BW                                       |
| Marktstraße 8 (Karte)                                                                        | Wohnhaus                                 | | 094 16482          | Baudenkmal     | BW                                       |
| Marktstraße 9 (Karte)                                                                        | Wohnhaus                                 | | 094 16483          | Baudenkmal     | BW                                       |
| Marktstraße 10 (Karte)                                                                       | Bauernhof                                | Bühringscher Hof | 094 16484          | Baudenkmal     | BW                                       |
| Marktstraße 11 (Karte)                                                                       | Wohnhaus                                 | | 094 16485          | Baudenkmal     | BW                                       |
| Marktstraße 12, 14, 16, 18 (Karte)                                                           | Straßenzeile                             | | 094 16478          | Denkmalbereich | BW                                       |
| Marktstraße 13 (Karte)                                                                       | Wohnhaus                                 | | 094 16486          | Baudenkmal     | BW                                       |
| Marktstraße 15 (Karte)                                                                       | Wohnhaus Marktstraße 15                  | Wohnhaus zweigeschossiges verputztes Gebäude mit Fachwerkobergeschoss aus dem 18. Jahrhundert                                                                                          | 094 16487          | Baudenkmal     | Wohnhaus Marktstraße 15                  |
| Marktstraße 24 (Karte)                                                                       | Bauernhof Marktstraße 24                 | Bauernhof große Hofanlage mit schlichtem, von zwei großen Toranlagen flankierten Wohnhaus                                                                                              | 094 16489          | Baudenkmal     | Bauernhof Marktstraße 24                 |
| Marktstraße 28 (Karte)                                                                       | Bauernhof                                | | 094 16490          | Baudenkmal     | BW                                       |
| Niederstraße 2 (Karte)                                                                       | Wohnhaus                                 | | 094 16491          | Baudenkmal     | BW                                       |
| Niederstraße 12 (Karte)                                                                      | Wohnhaus                                 | | 094 16492          | Baudenkmal     | BW                                       |
| Niederstraße 14 (Karte)                                                                      | Schmiede                                 | | 094 16493          | Baudenkmal     | BW                                       |
| Rosmarienstraße 1 (Karte)                                                                    | Wohnhaus                                 | | 094 16494          | Baudenkmal     | BW                                       |
| Rosmarienstraße 3 (Karte)                                                                    | Wohnhaus                                 | | 094 16495          | Baudenkmal     | BW                                       |
| Rosmarienstraße 5 (Karte)                                                                    | Wohnhaus                                 | | 094 16496          | Baudenkmal     | BW                                       |
| Rosmarienstraße 13 (Karte)                                                                   | Wohnhaus                                 | | 094 16497          | Baudenkmal     | BW                                       |
| Rosmarienstraße 16 (Karte)                                                                   | Wohnhaus                                 | | 094 16498          | Baudenkmal     | BW                                       |
| Steinstraße 4 (Karte)                                                                        | Wohnhaus                                 | | 094 16503          | Baudenkmal     | BW                                       |
| Steinstraße 10 (Karte)                                                                       | Wohnhaus                                 | | 094 16504          | Baudenkmal     | BW                                       |
| Steinstraße 18 (Karte)                                                                       | Wohnhaus                                 | | 094 16505          | Baudenkmal     | BW                                       |

### Gänsefurth
| Lage | Bezeichnung       | Beschreibung                            | Erfassungs- nummer | Ausweisungsart               | Bild |
| --- | ----------------- | --------------------------------------- | ------------------ | ---------------------------- | ---- |
| Brücke über die Bode nordöstl. der Ortslage Gänsefurth, im Verlauf des europ. Radwanderweges R1 (Karte) | Brücke            | Rossbahn, Kohlenbahn, Charlotte Auguste | 094 61423          | Baudenkmal                   | BW   |
| An der Bode (Karte)                                                                                     | Schloß Gänsefurth | Schloss                                 | 094 10121          | Baudenkmal                   | BW   |
| Gänsefurther Straße 13a                                                                                 | Park              | Park                                    | 094 10121 001      | Teilobjekt eines Baudenkmals |      |

### Groß Börnecke
| Lage                                       | Bezeichnung        | Beschreibung                  | Erfassungs- nummer | Ausweisungsart | Bild               |
| ------------------------------------------ | ------------------ | ----------------------------- | ------------------ | -------------- | ------------------ |
| Am Tore (Karte)                            | Kriegerdenkmal     |                               | 094 11098          | Kleindenkmal   | BW                 |
| Am Tore 1 (Karte)                          | Bauernhof          |                               | 094 11091          | Baudenkmal     | BW                 |
| Am Tore 4 (Karte)                          | Bauernhaus         |                               | 094 11099          | Baudenkmal     | BW                 |
| Bahnhofstraße (Karte)                      | Bahnhof            |                               | 094 11097          | Baudenkmal     | BW                 |
| Bruchtorstraße (Karte)                     | Friedhof           |                               | 094 11095          | Baudenkmal     | BW                 |
| Im Winkel 1 (Karte)                        | Bauernhof          |                               | 094 10112          | Baudenkmal     | BW                 |
| Im Winkel 2 (Karte)                        | Stall              |                               | 094 11096          | Baudenkmal     | BW                 |
| Mittelstraße vor dem Rathaus (Karte)       | Grenzstein         |                               | 094 11101          | Baudenkmal     | BW                 |
| Nordnau 14 (Karte)                         | Gutshof            |                               | 094 11100          | Baudenkmal     | BW                 |
| Obere Kirchstraße Ober-Börnecke (Karte)    | Kirche St. Clemens |                               | 094 10110          | Baudenkmal     | Kirche St. Clemens |
| Obere Kirchstraße (Karte)                  | Kriegerdenkmal     | Obere Kirchstraße / Im Winkel | 094 11093          | Kleindenkmal   | BW                 |
| Obere Kirchstraße 7 (Karte)                | Pfarrhaus          |                               | 094 11094          | Baudenkmal     | BW                 |
| Schneidlinger Straße 5 (Karte)             | Bauernhof          |                               | 094 90165          | Baudenkmal     | BW                 |
| Stobenstraße 10 (Karte)                    | Bauernhaus         |                               | 094 90164          | Baudenkmal     | BW                 |
| Thieberg (Karte)                           | Wasserturm         |                               | 094 11092          | Baudenkmal     | BW                 |
| Untere Kirchstraße Nieder-Börnecke (Karte) | Kirche             | St. Laurentius                | 094 10111          | Baudenkmal     | BW                 |

### Schneidlingen
| Lage                                                     | Bezeichnung       | Beschreibung            | Erfassungs- nummer | Ausweisungsart | Bild              |
| -------------------------------------------------------- | ----------------- | ----------------------- | ------------------ | -------------- | ----------------- |
| Am Bahnhof 11 (Karte)                                    | Bahnhof           |                         | 094 90192          | Baudenkmal     | BW                |
| Am Baumgarten (Karte)                                    | Schloss           |                         | 094 10135          | Baudenkmal     | Schloss           |
| Cochstedter Straße 1 (Karte)                             | Wohnhaus          |                         | 094 90193          | Baudenkmal     | BW                |
| Cochstedter Straße, Kirchplatz (Karte)                   | Kirche St. Sixtus |                         | 094 10137          | Baudenkmal     | Kirche St. Sixtus |
| Friedhofstraße (Karte)                                   | Friedhof          |                         | 094 90194          | Baudenkmal     | BW                |
| Hospitalstraße 4 (Karte)                                 | Hospital          | St.-Katharinen-Hospital | 094 90195          | Baudenkmal     | BW                |
| Magdeburger Straße neben der Nordwand der Kirche (Karte) | Kriegerdenkmal    |                         | 094 90196          | Baudenkmal     | BW                |
| Magdeburger Straße (Karte)                               | Toranlage         |                         | 094 90198          | Baudenkmal     | BW                |
| Magdeburger Straße 1, Nordwestrand des Kirchhofs (Karte) | Pfarrhof          |                         | 094 10136          | Baudenkmal     | Pfarrhof          |
| Magdeburger Straße 25 (Karte)                            | Mühle             | Schloßmühle             | 094 90197          | Baudenkmal     | BW                |
| Magdeburger Straße 26 (Karte)                            | Bauernhof         |                         | 094 10138          | Baudenkmal     | BW                |
| Poststraße 8 (Karte)                                     | Gasthof           | Konsumgaststätte        | 094 90200          | Baudenkmal     | BW                |
| Schäferei (Karte)                                        | Scheune           |                         | 094 90201          | Baudenkmal     | BW                |
| Steingasse 2 Ecke Cochstedter Straße (Karte)             | Bauernhof         |                         | 094 90203          | Baudenkmal     | BW                |

## Ehemalige Kulturdenkmale nach Ortsteilen
Die nachfolgenden Objekte waren ursprünglich ebenfalls denkmalgeschützt oder wurden in der Literatur als Kulturdenkmale geführt. Die Denkmale bestehen heute jedoch nicht mehr, ihre Unterschutzstellung wurde aufgehoben oder sie werden nicht mehr als Denkmale betrachtet.

### Cochstedt
| Lage                                                          | Bezeichnung | Beschreibung | Erfassungs- nummer | Ausweisungsart | Bild |
| ------------------------------------------------------------- | ----------- | --- | ------------------ | -------------- | ---- |
| Am Friedhof 1, 2, 3, 4, 5, 6, 7, 8, 9, 10, 12, 14, 16 (Karte) | Straßenzug  | ein- bis zweigeschossige verputzte Bauten in der Form von Tagelöhnerkaten vom Anfang des 19. Jahrhunderts, nach dem angeordneten Sicherungsabbruch der Häuser Nummer 4 und 6 ging die Denkmaleigenschaft verloren, 2017 erfolgte die Austragung aus dem Denkmalverzeichnis | 094 16446          | Denkmalbereich | BW   |
| Böklinger Straße 24 (Karte)                                   | Laden       | Laden, nach Abbruch 2019 aus dem Denkmalverzeichnis ausgetragen. | 094 16453          | Baudenkmal     | BW   |
| Marktstraße                                                   | Torhaus     | Torhaus, nach Abbruch 2019 aus dem Denkmalverzeichnis ausgetragen. | 094 16477          | Baudenkmal     |      |
| Marktstraße 23 (Karte)                                        | Scheune     | Scheune, nach Abbruch 2019 aus dem Denkmalverzeichnis ausgetragen. | 094 16488          | Baudenkmal     | BW   |

### Hecklingen
| Lage                 | Bezeichnung | Beschreibung                                                        | Erfassungs- nummer | Ausweisungsart | Bild |
| -------------------- | ----------- | ------------------------------------------------------------------- | ------------------ | -------------- | ---- |
| Kurze Straße 26, 26a | Wohnhaus    | Wohnhaus, nach Abbruch 2019 aus dem Denkmalverzeichnis ausgetragen. | 094 11143          | Baudenkmal     |      |

### Schneidlingen
| Lage                 | Bezeichnung | Beschreibung | Erfassungs- nummer | Ausweisungsart | Bild |
| -------------------- | ----------- | ------------ | ------------------ | -------------- | ---- |
| Vorwerk Tiefenbrunn  | Vorwerk     |              | 094 10082          | Baudenkmal     |      |
| Poststraße 5 (Karte) | Bauernhof   |              | 094 90199          | Baudenkmal     | BW   |
| Steingasse 4 (Karte) | Wohnhaus    |              | 094 90202          | Baudenkmal     | BW   |

## Legende
In den Spalten befinden sich folgende Informationen:
- Lage: Nennt den Straßennamen und wenn vorhanden die Hausnummer des Kulturdenkmals. Die Grundsortierung der Liste erfolgt nach dieser Adresse. Der Link „Karte“ führt zu verschiedenen Kartendarstellungen und nennt die geographischen Koordinaten.
Link zu einem Kartenansichtstool, um Koordinaten zu setzen. In der Kartenansicht sind Baudenkmale ohne Koordinaten mit einem roten bzw. orangen Marker dargestellt und können in der Karte gesetzt werden. Baudenkmale ohne Bild sind mit einem blauen bzw. roten Marker gekennzeichnet, Baudenkmale mit Bild mit einem grünen bzw. orangen Marker.
- Offizielle Bezeichnung: Nennt den Namen, die Bezeichnung oder zumindest die Art des Kulturdenkmals und verlinkt, soweit vorhanden, auf den Artikel zum Objekt.
- Beschreibung: Nennt bauliche und geschichtliche Einzelheiten des Kulturdenkmals, vorzugsweise die Denkmaleigenschaften.
- Erfassungsnummer: Für jedes Kulturdenkmal wird in Sachsen-Anhalt eine 20stellige Erfassungsnummer vergeben. Die letzten zwölf Ziffern werden für die Untergliederung nach Teilobjekten genutzt und werden nur angegeben, soweit vergeben. In dieser Spalte kann sich folgendes Icon  befinden, dies führt zu Angaben zu diesem Baudenkmal bei Wikidata.
- Ausweisungsart: Die Einordnung des Denkmales nach § 2 Abs. 2 DenkmSchG LSA
- Bild: Ein Bild des Denkmales, und gegebenenfalls einen Link zu weiteren Fotos des Kulturdenkmals im Medienarchiv Wikimedia Commons. Wenn man auf das Kamerasymbol klickt, können Fotos zu Kulturdenkmalen aus dieser Liste hochgeladen werden: